# حوزه انتخابیه شیراز و زرقان
حوزهٔ انتخاباتی شیراز و زرقان یکی از حوزه از حوزه‌های استان فارس برای انتخابات مجلس شورای اسلامی است. این حوزه به مرکزیت شیراز، ۴ نماینده دارد.

## مجلس شورای اسلامی

### نمایندهدوره اول(۷ خرداد ۱۳۵۹ - ۶ خرداد ۱۳۶۳)
محمدصادق حائری شیرازی، صباح زنگنه و عطاالله مهاجرانی

### نمایندهدوره دوم(۷ خرداد ۱۳۶۳ - ۶ خرداد ۱۳۶۷)
محمدعلی شقاقیان، سید حسین قطمیری و ؟

### نمایندهدوره سوم(۷ خرداد ۱۳۶۷ - ۶ خرداد ۱۳۷۱)
قاسم شعله‌سعدی، اسدالله عابدی شهرخفری، رسول منتجب نیا و ؟

### نمایندهدوره چهارم(۷ خرداد ۱۳۷۱ - ۶ خرداد ۱۳۷۵)
کریم زارع، قاسم شعله‌سعدی، ؟ و ؟

### نمایندهدوره پنجم(۷ خرداد ۱۳۷۵ - ۶ خرداد ۱۳۷۹)
علی سهرابی، محمدمهدی قهرمانی، احمد نجابت و ؟

### نمایندهدوره ششم(۷ خرداد ۱۳۷۹ - ۶ خرداد ۱۳۸۳)
طاهره رضازاده، جلیل سازگارنژاد، احمد عظیمی و رضا یوسفیان

### نمایندهدوره هفتم(۷ خرداد ۱۳۸۳ - ۶ خرداد ۱۳۸۷)
محمدهادی ربانی، محمدنبی رودکی، ؟ و ؟

### نمایندهدوره هشتم(۷ خرداد ۱۳۸۷ - ۶ خرداد ۱۳۹۱)
سیداحمدرضا دستغیب، احمدرضا دستغیب، سید حسین ذوالانوار و جعفر قادری

### نمایندهدوره نهم(۷ خرداد ۱۳۹۱ - ۶ خرداد ۱۳۹۵)
احمدرضا دستغیب، سید حسین ذوالانوار، ضرغام صادقی و جعفر قادری

### نمایندهدوره دهم(۷ خرداد ۱۳۹۵ - ۶ خرداد ۱۳۹۹)
بهرام پارسایی، فرج‌الله رجبی، مسعود رضایی و علی اکبری

### نمایندهدوره یازدهم(۷ خرداد ۱۳۹۹ - ۶ خرداد ۱۴۰۳)
علیرضا پاک فطرت، روح‌الله نجابت، جعفر قادری و ابراهیم عزیزی

### نمایندهدوره دوازدهم(۷ خرداد ۱۴۰۴ - ۶ خرداد ۱۴۰۷)
روح‌الله نجابت، جعفر قادری، سید اسماعیل حسینی و ابراهیم عزیزی

## پی‌نوشت و منبع
- «جدول حوزه‌های انتخابیه در انتخابات دهمین دورهٔ مجلس شورای اسلامی» (PDF). مرکز پژوهش و سنجش افکار صدا و سیما. بایگانی‌شده از اصلی (PDF) در ۵ اكتبر ۲۰۱۸. دریافت‌شده در ۱۶ ژوئیه ۲۰۱۶. تاریخ وارد شده در |archive-date= را بررسی کنید (کمک)